# 西浦和也
西浦 和也（にしうらわ、1967年4月12日 - ）は、日本の作家、ホラープランナー

## 概要
2008年頃より、北野誠・鎌倉泰川と共に「ガチンコ・ホラー・ドキュメンタリー　北野誠のおまえら行くな。」シリーズのロケを始める。
名前は「西浦和也」と書いて「にしうらわ」と読む。これはかつてコミケで漫画を執筆していた際にペンネーム「西浦和珍八（にしうらわ ちんや）」で活動していたが、インターネット黎明期にハンドルネームの文字の制約（ひらがな五文字）によりペンネームの名字「にしうらわ」と名乗り、その名がインターネットのオカルト界隈で有名となり、その後ライターデビューの際に「読みはそのままで人名らしくしてほしい」とのオーダーがあり、「西浦和也」となったためである。
自身の代表的な怪談として、「迎賓館」「獄の墓」「警備会社時代の体験」などがある。仮面ライダーディケイドと仮面ライダーバトル ガンバライドの企画に関わっていた。
2011年溶連菌感染症に侵され、生死の境を彷徨ったことがある。

## 来歴
1987年頃、アニメーション制作会社に勤務。「聖闘士星矢」などの作品を担当する。主にアニメオリジナルストーリーを担当することが多かった。
1994年頃より、当時勤めていた警備会社で自身が体験した話や現場であった話などを収集し始める。1997年頃から黎明期のインターネットを使ってそれらをホームページで発表。
2006年 ルナティックウォーカー「北野誠怪異体験集 おまえら行くな。」 (マイクロマガジン社) を、企画して発売。
2007年「虚空に向かって猫が鳴く 百鬼蒐集録」(竹書房ホラー文庫)で単著デビュー。以後、ホラープランナーとして様々な作品やジャンルで活躍している。

## 映像作品

### TV
- 「北野誠のおまえら行くな。」「ボクら心霊探偵団」シリーズ (エンタメ～テレ / スカイパーフェクTV) - 企画 / 構成 / 出演
- 「怪談のシーハナ聞かせてよ。」(エンタメ～テレ) - 出演
- 「実話怪談倶楽部」(フジテレビワンツーネクストフジテレビONE) - 出演
- 「初耳怪談 FIRST TAKE」（テレビ大阪）- 出演

### DVD
- 「北野誠のおまえら行くな。」「ボクら心霊探偵団」シリーズ - 企画 / 構成 / 出演
- 「怪奇蒐集者 西浦和也」- 出演
- 「怪奇蒐集者 禁忌 西浦和也2」- 出演
- 「怪奇蒐集者 霊域 西浦和也3」- 出演
- 「怪奇蒐集者 極の墓 西浦和也4」- 出演
- 「心霊蒐集プロジェクト だるまさんがころんだ 第1巻 / 玉井病院編」- 出演
- 「島田秀平 怪奇の方程式」- 企画 / 構成
- 「圓山町 怪談倶楽部 シバスベリ」 - 出演
- 「圓山町 怪談倶楽部 遠国奇譚」 - 出演

## 著書
- 『虚空に向かって猫が啼く 百奇蒐集録』 (竹書房文庫) 2007
- 『幽刻記 現代百物語』 (竹書房怪談文庫) 2008
- 『妖幽戯画 おどろ怪異譚』（うえやま洋介犬共著、竹書房文庫) 2009
- 『現代百物語 怖イ話』 (竹書房文庫) 2009
- 『現代百物語 厭ナ話』 (竹書房文庫) 2010
- 『現代百物語 憑ク話』 (竹書房文庫) 2010
- 『現代百物語 殂ク話』 (竹書房文庫) 2011
- 『現代百物語 忌ム話』 (竹書房文庫) 2011
- 『現代百物語 因ル話』 (竹書房文庫) 2012
- 『実録怪異録 死に姓の陸』 (竹書房ホラー文庫) 2012
- 『恐怖の幽霊物件 わけあり不動産で起こった心霊事件』 (学研プラス、ムー・スーパーミステリー・ブックス) 2013
- 『怪談実話 百物語』（八田ゐあん名義、竹書房文庫) 2013
- 『サワリの森』 (ティー・オーエンタテインメント、TO文庫) 2013
- 『帝都怪談』 (ティー・オーエンタテインメント、TO文庫) 2016
- 『現代怪談 地獄めぐり』（松原タニシ, 川奈まり子, 牛抱せん夏, 内藤駆共著）(竹書房怪談文庫) 2018
- 『西浦和也選集 獄ノ墓』 (竹書房怪談文庫) 2021

- 『世界百不思議 パワースポット スペシャル』（『週刊 世界百不思議』編集部編、寄稿、講談社MOOK) 2010
- 『怖い心理テスト あなたの中のサイコパス』  (雨がっぱ少女群、協力、竹書房) 2015

### 過去の連載
- 『実話ナックルズ』(大洋図書)
- 『週刊 世界百不思議』 -「怪異を巡る旅」(講談社)

### 書籍企画
- 『株でいこう! お兄ちゃんネットトレーディングしよっ!』（企画 / 編集、株でいこう!製作委員会著、吉井ダン絵、マイクロマガジン社) 2005
- 『妖弄記 - 書き下ろし実話妖怪談集』 (加藤一著、マイクロマガジン社、ルナティック・ウォーカーシリーズ) 2005
- 『流され雛の朝 ホラーノベルズ』(館山緑著、マイクロマガジン社、ルナティック・ウォーカーシリーズ) 2005
- 『彼女を守る51の方法 都会で地震が起こった日』（渡辺実著、企画協力、マイクロマガジン社) 2005
- 『彼女を守る51の方法』（古屋兎丸著、原案 / 取材協力、新潮社コミック) 2006
- 『北野誠怪異体験集 おまえら行くな!』(マイクロマガジン社、ルナティック・ウォーカーシリーズ) 2006
- 『北野誠怪異体験集 続おまえら行くな。』 (マイクロマガジン社) 2007
- 『北野誠実話怪談 おまえら行くな。黄泉帰り編』 (竹書房) 2010
- 『北野誠実話怪談 おまえら行くな。死導編』 (竹書房) 2011
- 『北野誠実話怪談 おまえら行くな。冥府巡り編』 (竹書房) 2011
- 『北野誠のおまえら行くな。突撃!恐怖スペシャル』（企画編集、バンブームック・竹書房) 2012：DVD付ムック
- 『北野誠実話怪談 おまえら行くな。異界探訪編』 (竹書房) 2012
- 『北野誠実話怪談 おまえら行くな。犬神祟り編』 (竹書房) 2013
- 『北野誠実話怪談 おまえら行くな。畜生道編』(竹書房) 2015